# الکترونیک آرتس ویکتور
الکترونیک آرتس ویکتور (انگلیسی: Electronic Arts Victor) شرکت بازی ویدئویی ژاپنی است، که در سال ۱۹۹۰ تأسیس شد.